# 민바르

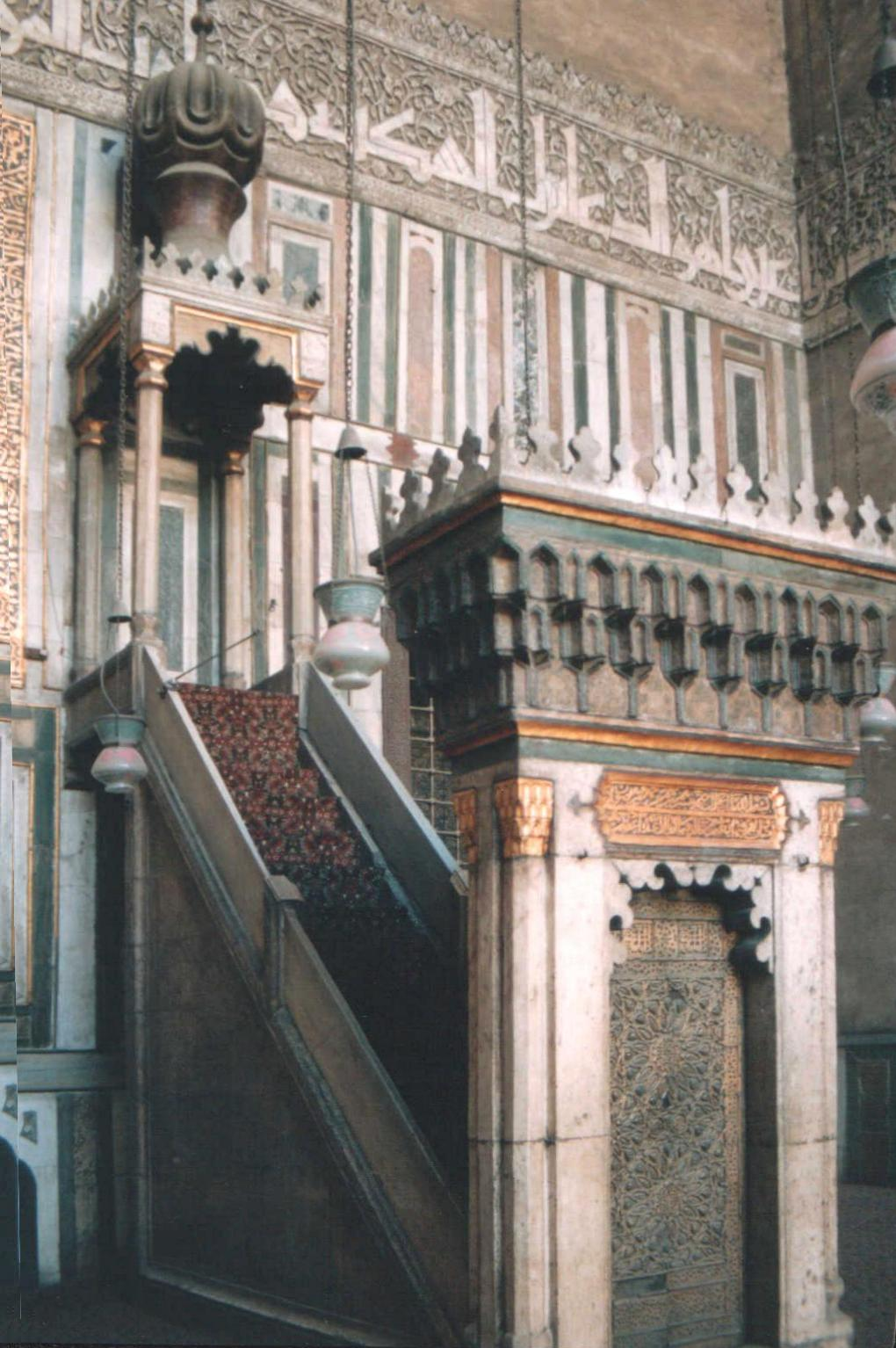
카이로의 술탄 하산 모스크

민바르(아랍어: منبر)는 모스크에 설치되는 설교단이다. 일반적으로 키블라를 나타내는 미흐라브 옆에 마련되어 있다. 금요일에 여기에서 하티브를 실시한다.
목재인 경우가 많지만, 벽돌이나 돌 등으로 만들어지는 경우도 있다. 고정식으로 되어 있는 것도 있으며, 이동할 수 있는 것도 있다. 계단 모양으로 되어 있으며, 고급스러운 것은 장식 이외에 난간, 문, 캐노피도 갖추고 있다.